# هنري ماكديفيت
هنري ماكديفيت (بالإنجليزية: Henry McDevitt)‏ هو سياسي أيرلندي، ولد في 1904، وتوفي في 4 يناير 1966. حزبياً، نشط في فيانا فايل. في 1938 Irish general election ‏، انتخب نائب دييل عن دائرة Donegal East (Dáil constituency) ‏ وقد انضم خلال فترته النيابية ‏ (30 يونيو 1938 – 26 مايو 1943) للكتلة البرلمانية فيانا فايل.